# 科爾喀斯凶龍
科爾奇斯凶龍（δράκων Κολχικός）是在科爾奇斯王國（古希臘語：Κολχίς）守護金羊毛的不眠龍。牠盤據在科爾奇斯境內的戰神森林裡橡木樹上，不眠不休守護金羊毛。最終被科爾奇斯公主美蒂亞（古希臘語：Μήδεια／拉丁語：Medea）用藥所催眠，使英雄伊阿宋（古希臘語：Ἰάσων／拉丁語：Iason）取得金羊毛。但在《變形記》中所述，是美蒂亞把遺忘河的草藥汁（拉丁語：Lethaei gramine suci）給伊阿宋，使其接近兇龍，用藥灑向兇龍三遍才使其有睡意，並得金羊毛，但似乎沒有斬殺他。

## 名稱
並無專有名稱，一般都是以他的特徵代稱他，在《書庫》中稱他為「不眠龍」（古希臘語：δράκων ἄϋπνος），而在奧維德的《變形記》第7書中則稱呼為「大地所生的野蠻不眠龍」（拉丁語：terrigenasque feros insopitumque draconem）。所以奧維德認為他是蓋亞所生的怪物之一。

## 長相
奧維德在《變形記》中只用兩行敘述其長相：
qui crista linguisque tribus praesignis et uncis
dentibus horrendus custos erat arboris aureae. 
「高聳的頭冠，口裡有三叉舌（一般的蛇的舌信分兩條）和勾狀牙齒，
盤據在樹蔭處（該樹指戰神林的橡木），守衛黃金（指黃金羊毛）。」
而奧維德也一再稱呼為draco（長蛇、龍），所以身型應該是很巨大。

## 外部連結
- （英文）DRAKON KHOLKIKOS （页面存档备份，存于）